# Capitotricha
Capitotricha — рід грибів родини Lachnaceae. Назва вперше опублікована 1985 року.

## Класифікація
До роду Capitotricha відносять 2 види:
- Capitotricha fagiseda
- Capitotricha filiformis